# Sinji Vrh
Sínji Vŕh je gručasto naselje v skrajnem jugozahodnem delu Bele krajine v Občini Črnomelj. Nahaja se na pobočju nad Suho dolino pod Poljansko goro.
Na hribu Sebetihu (475 m) južno od naselja je velika prepadna jama Zjot.
Leta 1863 je bila ustanovljena župnija Sinji Vrh. V vasi stoji barokarizirana župnijska cerkev svetega Janeza Evangelista. Zunaj vasi se nahaja še cerkev svetega Janeza Krstnika z pokopališčem.

## Zanimivosti
- Obnovljen sinjevrški kal
- Fortunova brajda - 49 trt »izabele«, starih več kot 100 let